# Solange Gemayel
Solange Gemayel (en árabe: صولانج الجميّل‎), nacida Tutunji (en árabe: صولانج توتنجي‎; nacida en 1949) es la ex primera dama del Líbano, viuda del expresidente electo Bashir Gemayel, asesinado apenas unos días antes de su nombramiento oficial en septiembre de 1982. Es una de las creadoras de la Fundación Bachir Gemayel, la cual busca mantener vivo el legado de su esposo.

## Actividad política
Una firme opositora de la ocupación siria del Líbano, acusó en 2002 a Karim Pakradouni de haberse impuesto por la fuerza en el Partido Falangista y de traicionar los valores por los cuales su esposo, Bashir, había luchado.
Ghattas Khoury declaró en mayo de 2005 que se retiraría de las elecciones en Beirut para el único escaño maronita, permitiendo que Saad Hariri incluyera a Solange Gemayel en su lista. El 16 de mayo de 2005, Hariri anunció que Gemayel se postularía como parte de una lista electoral multiconfesional que él había elaborado. El 30 de mayo de 2005, fue elegida para representar a la circunscripción de Beirut. En las elecciones de 2009, se retiró de la contienda en favor de su hijo, Nadim Gemayel.

## Vida personal
La familia Tutunji, de la cual forma parte Solange, tiene sus raíces en Alepo, actual Siria. A la edad de 15 años, se integró en una sección estudiantil de las Falanges Libanesas, donde conoció a Bashir Gemayel. Él y su hermano eran amigos cercanos, lo que llevó a Bashir a visitar con frecuencia el hogar de los Tutunji. Con el tiempo, la relación entre Solange y Bachir se fortaleció, culminando en su matrimonio en marzo de 1977.
Su primera hija, Maya, nació en 1978, pero fue asesinada en 1980 por un coche bomba de Fatah dirigido hacia su padre. Su segunda hija, Youmna, nació en 1980, y su hijo menor, Nadim, en 1982, unos meses antes de la muerte de Bashir Gemayel. En octubre de 2017, la justicia libanesa sentenció a los asesinos de su esposo, Habib Shartouni y Nabil el-Alam, a muerte, un veredicto que ella declaró haber estado esperando.